# Niels Springer
Niels Springer ist ein ehemaliger deutscher Segler.

## Werdegang
1980 gewann der zwei Meter große Segler vor Grömitz Bronze bei der Weltmeisterschaft der Bootsklasse H-Boot. 1983 wurde Springer vor der Küste Südfrankreichs Weltmeister in der Bootsklasse Minitonner.
Das beruflich als Segelmacher tätige Mitglied des Segelvereins Arnis nahm 1995 als Steuermann des deutschen Bootes „Thomas-i-Punkt“ am Admiral’s Cup teil.